# Паркер, Оливер
О́ливер Па́ркер (англ. Oliver Parker; род. 1960) — английский актёр, впоследствии кинорежиссёр, сценарист и продюсер.

## Биография
Родился 6 сентября 1960 в Лондоне, Великобритания.
Впервые попал на съемочную площадку в 1972 году во время работы над сериалом «Van der Valk». В качестве актёра снимался до начала 2000-х годов. Параллельно в 90-х годах занялся режиссурой и в дальнейшем это стало его основным делом.
В качестве режиссёра дебютировал в 1995 году с экранизацией пьесы «Отелло» с Лоренсом Фишберном, Ирэн Жакоб и Кеннетом Брана.
Самой известной кинокартиной Паркера можно назвать комедийную мелодраму «Идеальный муж» (1999) с участием Кейт Бланшетт, Минни Драйвер, Руперта Эверетта и Джулианны Мур. Фильм был номинирован на премию BAFTA, а Джулианна Мур и Руперт Эверетт были номинированы на «Золотой Глобус». В 2002 режиссёр обратился к творчеству Оскара Уайльда, в пьесах которого он начинал свою актёрскую карьеру. Для съёмок фильма «Как важно быть серьёзным» Оливер Паркер вновь пригласил Руперта Эверетта, а также Колина Фёрта. Фёрт участвовал и в следующей экранизации Паркером произведения Уайльда — «Дориан Грей».

## Фильмография

### Актёр
- Зоя / Zoe (2001) … Julian
- Идеальный муж / An Ideal Husband (1999) … Bunbury
- Большая игра / The Big Game (1995) … Charles Harman
- Shepherd on the Rock (1993) … Simon McIntyre
- Монахини в бегах / Nuns on the Run (1990) … Doctor
- Ночной народ / Nightbreed (1990) … Peloquin
- The Ginger Tree (1989) (сериал) … Michael Evans
- Пуаро Агаты Кристи / Poirot (1989—2009) (сериал) … Philip Ridgeway
- Восставший из ада 2 / Hellbound: Hellraiser II (1988) … Workman 2
- Восставший из ада / Hellraiser (1987) … Moving Man 2
- Мисс Марпл: Немезида / Miss Marple: Nemesis (1987) … London Policeman
- Lovejoy (1986—1994) (сериал) … Desmond Dexter
- Катастрофа / Casualty (1986—2011) (сериал) … Mark Calder
- Мэтлок / Matlock (1986—1995) (сериал) … Man at Butler`s School
- Очень специфичная практика / A Very Peculiar Practice (1986—1988) (сериал) … Student
- Чисто английское убийство / The Bill (1984—2009) (сериал) … Glen Phelps
- Van der Valk (1972—1992) (сериал) … Bruno Duykers

### Режиссёр
- 1995 — Отелло / Othello
- 1999 — Идеальный муж / An Ideal Husband
- 2002 — Как важно быть серьёзным / The Importance of Being Earnest
- 2006 — Уход в чёрное / Fade to Black
- 2007 — Я так ненавижу свою работу / I Really Hate My Job
- 2007 — Одноклассницы / St. Trinian`s
- 2009 — Одноклассницы 2 / St Trinian`s 2: The Legend of Fritton`s Gold
- 2009 — Дориан Грей / Dorian Gray
- 2011 — Агент Джонни Инглиш: Перезагрузка / Johnny English Reborn
- 2016 — Папашина армия / Dad's Army
- 2018 — Плавая с мужиками / Swimming with Men
- 2023 — Великий беглец / The Great Escaper

### Сценарист
- 1995 — Отелло / Othello
- 1999 — Идеальный муж / An Ideal Husband
- 2002 — Как важно быть серьёзным / The Importance of Being Earnest
- 2006 — Уход в чёрное / Fade to Black

### Продюсер
- 2007 — Одноклассницы / St. Trinian`s
- 2009 — Одноклассницы 2 / St Trinian`s 2: The Legend of Fritton`s Gold